# Karib-tengeri Közösség
A Karib-tengeri Közösség (angolul: Caribbean Community, röviden: CARICOM) nemzetközi szervezet, a Karib-térség országainak gazdasági, külpolitikai, szociális és kulturális tömörülése. 1973-ban hozták létre. A CARICOM az 1968-ban alakult Karib-tengeri Szabadkereskedelmi Szervezetet (angolul:Caribbean Free Trade Association, CARIFTA) váltotta fel. A szervezet feladatai közé mezőgazdasági, oktatási, energiaipari, bányászati és természeti erőforrásokkal kapcsolatos, pénzügyi és külügyi, tudományos és technológiai, továbbá turisztikai és közlekedési, illetve környezetvédelmi kérdések tartoznak.

## Tagállamok[3]
- Antigua és Barbuda
- Bahama-szigetek
- Barbados
- Belize
- Dominikai Közösség
- Grenada
- Guyana
- Haiti
- Jamaica
- Montserrat
- Saint Kitts és Nevis
- Saint Lucia
- Saint Vincent és a Grenadine-szigetek
- Suriname
- Trinidad és Tobago